# 봉월로 (울산)
봉월로(Bongwol-ro)는 울산광역시 남구 신정동 중심부를 연결하는 도로이다. 일부 구간이 국도 제31호선에 속한다.

## 연혁
- 2001년 3월 22일 : 기존 남산로로 명명된 태화로터리 ~ 구 방송국 ~ 공업탑로터리 1.8km 구간에서 공업탑로터리 ~ 봉월사거리 ~ 태화로터리 1.78km 구간의 봉월로로 변경하고 울산광역시도 51호선 부여[1]

## 노선
| 이름                       | 접속 노선                                 | 소재지        | 소재지        | 비고          |
| 두왕로와 직결              | 두왕로와 직결                             | 두왕로와 직결 | 두왕로와 직결 | 두왕로와 직결 |
| -------------------------- | ----------------------------------------- | ------------- | ------------- | ------------- |
| 공업탑로터리               | 문수로 수암로 삼산로                      | 울산광역시    | 남구          |               |
| 신정2동주민센터입구 교차로 | 봉월로27번길 봉월로28번길                 | 울산광역시    | 남구          |               |
| 봉월사거리                 | 동산로 돋질로                             | 울산광역시    | 남구          |               |
| 은월사거리                 | 봉월로89번길 웅상대로                     | 울산광역시    | 남구          |               |
| 신정1치안센터 교차로       | 봉월로101번길 봉월로102번길               | 울산광역시    | 남구          |               |
| 팔등로입구 교차로          | 거마로117번길 팔등로                      | 울산광역시    | 남구          |               |
| 태화병원앞 교차로          | 봉월로151번길 봉월로152번길               | 울산광역시    | 남구          |               |
| 이휴정입구 교차로          | 남산로338번길                             | 울산광역시    | 남구          |               |
| 태화로터리                 | 남산로 봉월로151번길 중앙로 신정로203번길 | 울산광역시    | 남구          |               |
| 명륜로와 직결              |                                           |               |               |               |

## 주요 건물 및 시설
- 농림축산검역본부 영남지역본부 울산사무소 (울산광역시 남구 봉월로8번길 14)